# Banji
Banji là một chi khủng long, được Xu X. & Han F. mô tả khoa học năm 2010.